# Роковая ночь в Париже
«Роковая ночь в Париже» (исп. Un año, una noche, дословно «Один год, одна ночь») — художественный фильм испанского режиссёра Исаки Лакуэсты, премьера которого состоялась в феврале 2022 года на 72-м Берлинском кинофестивале. Главные роли в картине сыграли Науэль Перес Бискаярт и Ноэми Мерлан. 

## Сюжет
Герои фильма — франко-испанская пара, которая выживает во время парижского теракта 2015 года. В своих воспоминаниях они постоянно возвращаются к этому дню, чтобы понять, как жить дальше.

## В ролях
- Науэль Перес Бискаярт — Рамон
- Ноэми Мерлан — Селин
- Ким Гутьеррес — Карлос
- Альба Гилера — Лусия
- Наталия Де Молина — Юлия
- Бланка Апиланес — мать Рамона

## Создание и оценки
Сценарий фильма основан на книге Рамона Гонсалеса. Съёмки начались 8 февраля 2021 года в Барселоне, позже продолжились в Париже. Премьера состоялась в феврале 2022 года на 72-м Берлинском кинофестивале. 21 октября того же года фильм вышел в театральный прокат в Испании, 3 мая 2023 года — во Франции.
На сайте-агрегаторе рецензий Rotten Tomatoes фильм получил рейтинг 77 % со средней оценкой 7,9 из 10. Джонатан Холланд из Screen daily назвал его «эмоциональной, захватывающей психологической драмой» с характерными для Лакуэсты квазидокументальным стилем и глубоким состраданием к несчастным. Для Анны Смит из Deadline это «мощная, горько-сладкая медитация о воздействии травмы и желании не зависеть от неё». Елена Плахова («Коммерсантъ») охарактеризовала картину как «почти безупречную по мастерству, но, как ни странно, при таком горячем материале холодноватую».